# Холцмаден
Холцмаден (њем. Holzmaden) општина је у њемачкој савезној држави Баден-Виртемберг. Једно је од 44 општинска средишта округа Еслинген. Према процјени из 2010. у општини је живјело 2.183 становника. Посједује регионалну шифру (AGS) 8116029.

## Географски и демографски подаци
Холцмаден се налази у савезној држави Баден-Виртемберг у округу Еслинген. Општина се налази на надморској висини од 356 метара. Површина општине износи 3,1 km². У самом мјесту је, према процјени из 2010. године, живјело 2.183 становника. Просјечна густина становништва износи 704 становника/km².

## Међународна сарадња
| Мјесто  | Држава    | Врста сарадње | Од    |
| ------- | --------- | ------------- | ----- |
| Конантр | Француска | пријатељство  | 1990. |
| Извор   |           |               |       |